# Autographa venezuelensis
Autographa venezuelensis là một loài bướm đêm trong họ Noctuidae.